# Artem Pivovarov
Artem Pivovarov (en ukrainien : Артем Володимирович Пивоваров, Artem Volodymyrovytch Pyvovarov), né le 28 juin 1991 à Vovtchansk, en Ukraine, est un chanteur pop ukrainien ukrainophone et russophone.

## Discographie

### Albums studio
- 2013 – Космос, Kosmos
- 2015 – Океан, Okean
- 2017 – Стихия воды, Stikhia vody
- 2017 – Стихия огня, Stikhija ognia
- 2019 – Земной, Zemnoï

## Récompenses
En 2021, Artem Pivovarov remporte le prix YUNA de la meilleure chanson pour Дежавю, Dejaviou.